# For Certain Because
For Certain Because è un album in studio del gruppo musicale britannico The Hollies, pubblicato nel 1966.

## Tracce
Tutte le tracce sono di Allan Clarke, Tony Hicks e Graham Nash.
Side 1
1. What's Wrong with the Way I Live – 2:02
2. Pay You Back with Interest – 2:46
3. Tell Me to My Face – 3:09
4. Clown – 2:16
5. Suspicious Look in Your Eyes – 3:37
6. It's You – 2:17

Side 2
1. High Classed – 2:21
2. Peculiar Situation – 2:51
3. What Went Wrong – 2:12
4. Crusader – 3:48
5. Don't Even Think About Changing – 2:13
6. Stop! Stop! Stop! – 2:58

## Formazione
- Allan Clarke – voce, armonica
- Tony Hicks – chitarra, voce, banjo
- Graham Nash – chitarra, voce
- Bobby Elliott – batteria
- Bernie Calvert – basso (eccetto Don't Even Think About Changing), piano
- Eric Haydock – basso (in Don't Even Think About Changing)
- Mike Vickers – arrangiamenti orchestrali